# シャルル・エルミート

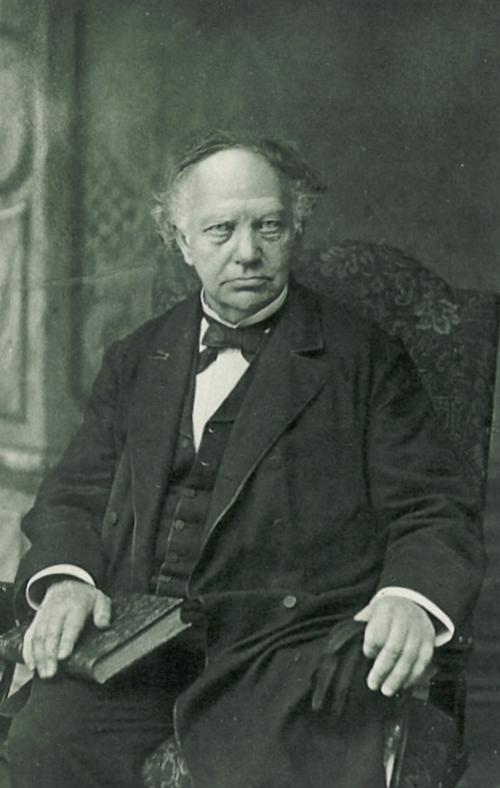
シャルル・エルミート

シャルル・エルミート（Charles Hermite, 1822年12月24日 - 1901年1月14日）は、フランスの数学者。1869年からエコール・ポリテクニークの教授、1876年からソルボンヌ大学教授を務めた。

## 業績
エルミートは、エルミート内積、エルミート行列やエルミート作用素（エルミート演算子）、エルミート多項式などにその名を残している。また、オイラー、ラグランジュ、アーベル、ガロア等、数多くの偉大な数学者が挑んだ五次方程式の解法を見つけるという難問に挑み、1858年に楕円関数を用いて、初めて一般的な五次方程式を解くことに成功した。1873年にネイピア数 e が超越数であることを証明したことでも知られる。この結果を引き継いで、1882年にフェルディナント・フォン・リンデマンにより円周率 π が超越数であることが証明され、円積問題が否定的に解決された（リンデマンの定理）。